# Резки (Быховский район)
Ре́зки (бел. Рэзкі) — деревня в составе Холстовского сельсовета Быховского района Могилёвской области Республики Беларусь.

## Население
- 2010 год — 15 человек